# Dekanat Mrocza
Dekanat Mrocza – jeden z dwudziestu jeden dekanatów w rzymskokatolickiej diecezji bydgoskiej.

## Parafie
W skład dekanatu wchodzi 7 parafii (kolejność według dat erygowania parafii):
| Lp | Miejscowość / parafia                                   | Rok erygowania | Patron                                                    | Odpust parafialny                           | Uwagi | Zdjęcie |
| -- | ------------------------------------------------------- | -------------- | --------------------------------------------------------- | ------------------------------------------- | --- | ------- |
| 1  | Wierzchucin Królewski Świętych Apostołów Piotra i Pawła | 1248           | św. Piotr Apostoł, św. Paweł z Tarsu                      | 19 marca, 29 czerwca                        | Kościół parafialny przebudowany w l. 1929-1930                                                                               |         |
| 2  | Mrocza św. Mikołaja i Wniebowzięcia NMP                 | 1393           | św. Mikołaj z Miry Wniebowzięcie Najświętszej Maryi Panny | 6 grudnia 15 sierpnia                       | kościół parafialny zbud. w l. 1930-1934; kaplice: św. Maksymiliana Kolbe w Kosowie i św. Kazimierza w Wyrzy; www             |         |
| 3  | Zabartowo św. Jakuba Apostoła                           | XIV w.         | św. Jakub Większy Apostoł                                 | 25 lipca, 3 maja – Rościmin                 | Kościół parafialny w Zabartowie z 1866 roku oraz filialny p.w. MB Królowej Polski w Rościminie                               |         |
| 4  | Drzewianowo św. Anny                                    | 1925           | Święta Anna                                               | 26 lipca                                    | |         |
| 5  | Samsieczno Najświętszego Serca Pana Jezusa              | 1925           | Najświętsze Serce Jezusa                                  | Uroczystość Najświętszego Serca Pana Jezusa | Parafia prowadzona przez pallotynów; kościół parafialny w Samsiecznie, kaplica p.w. bł. Józefa Jankowskiego w Sucharach; www |         |
| 6  | Orle św. Macieja                                        | 1925           | św. Maciej Apostoł                                        | 14 maja 26 sierpnia (kaplica)               | Kościół parafialny w Orlu, kaplica filialna w Witosławiu                                                                     |         |
| 7  | Wierzchucinek Matki Boskiej Szkaplerznej                | 1976           | Matka Boża Szkaplerzna                                    | 16 lipca                                    | Kościół parafialny w przebudowanym budynku pofabrycznym; www                                                                 |         |